# Volksbank Mittleres Erzgebirge
Die Volksbank Mittleres Erzgebirge eG ist eine deutsche Genossenschaftsbank mit Sitz in der sächsischen Stadt Olbernhau im Erzgebirgskreis.

## Geschichte
Durch den Gewerbeverein Olbernhau wurde am 18. April 1859 der Beschluss zur Gründung einer Vorschussbank für Gewerbetreibende der Gegend gefasst.
Im Jahr 2001 fusionierte die Raiffeisenbank Flöha eG mit dem Sitz in Flöha mit der Volksbank Mittleres Erzgebirge eG mit dem damaligen Sitz in Olbernhau. Mit der Fusion wurde der Sitz nach Marienberg verlegt und mit Eintragung vom 8. Oktober 2003 wieder nach Olbernhau zurückverlegt.
Die Raiffeisen – Volksbank Marienberg – Olbernhau e.G. firmierte zuvor mit Eintragung vom 26. Oktober 1999 auf die neue Firmierung Volksbank Mittleres Erzgebirge eG um. Zuvor fusionierte 1991 die Raiffeisenbank Olbernhau eG mit Sitz in Olbernhau mit der Volksbank Marienberg eG mit dem Sitz in Marienberg zur Raiffeisen – Volksbank Olbernhau – Marienberg e.G.
Die Raiffeisenbank Waldkirchen/Erzgeb. eG mit dem Sitz in Waldkirchen/Erzgeb. fusionierte im Jahr 1992 mit der Raiffeisen Bank- und Handelsgenossenschaft Oederan e.G. mit dem Sitz in Oederan. Hieraus wurde anschließend durch eine Umfirmierung die Raiffeisenbank Flöha eG.

## Rechtsverhältnisse
Die Volksbank Mittleres Erzgebirge eG ist im Genossenschaftsregister beim Amtsgericht Chemnitz unter GnR 108 eingetragen.

## Organisationsstruktur
Rechtsgrundlagen sind das Genossenschaftsgesetz und die durch die Vertreterversammlung beschlossene Satzung. Organe der Bank sind der Vorstand, der Aufsichtsrat und die Vertreterversammlung.

## Sicherungseinrichtung
Die Volksbank Mittleres Erzgebirge eG ist der amtlich anerkannten Sicherungseinrichtung des Bundesverbandes der Deutschen Volksbanken und Raiffeisenbanken GmbH und der zusätzlichen freiwilligen Sicherungseinrichtung des Bundesverbandes der Deutschen Volksbanken und Raiffeisenbanken e.V. angeschlossen.

## Geschäftsausrichtung
Die Volksbank Mittleres Erzgebirge eG betreibt das Universalbankgeschäft. Neben Girokonten, Geldanlagen, Ratenkredite und Immobilienfinanzierung, sind auch elektronische Bankdienstleistungen möglich. Darüber hinaus ist die Volksbank unter anderem in den Geschäftsbereichen Investmentanlagen, Versicherungen und Bausparen tätig. Im Verbundgeschäft arbeitet sie mit der DZ Bank, R+V Versicherung, Bausparkasse Schwäbisch Hall, Teambank, VR Leasing, DZ Hyp und der Union Investment zusammen.

## Geschäftsgebiet
Das Geschäftsgebiet liegt im Osten des Erzgebirgskreises und im Westen des Landkreises Mittelsachsen. Das Geschäftsgebiet der Kreditgenossenschaft im Mittleren Erzgebirge erstreckt sich von Seiffen über den Erzgebirgskamm bis in die Regionen Annaberg, Chemnitz und Freiberg.
An diesen Orten betreibt die Bank Filialen:
- Olbernhau (Hauptstelle, jur. Sitz)
- Ehrenfriedersdorf (Geschäftsstelle)
- Eppendorf (Geschäftsstelle)
- Flöha (Geschäftsstelle)
- Marienberg (Geschäftsstelle)
- Zschopau (Geschäftsstelle)
- Kurort Seiffen (Geschäftsstelle)
- Oederan (SB-Geschäftsstelle)
- Sayda (SB-Geschäftsstelle)
- Lengefeld (SB-Geschäftsstelle)